# César Cortés
César Alexis Cortés Pinto (* 9. Januar 1984 in Iquique) ist ein ehemaliger chilenischer Fußballspieler. Der Mittelfeldspieler wurde dreimal Meister und absolvierte vier Länderspiele für Chile.

## Karriere

### Verein
Geboren in Iquique im Norden Chiles, kam César Cortés im Alter von acht Jahren zu Deportes La Serena und wechselte 2003 zu Universidad Católica, nachdem er bei einem Turnier von den Klubverantwortlichen gesichtet worden war. Im Ausscheidungspokal für die Copa Sudamericana, der Liguilla Pre-Sudamericana 2003, debütierte Cortés für UC. Allerdings kam er bei den Cruzados nicht oft zum Einsatz und so wurde er 2004 für ein Jahr und 2006 für ein halbes Jahr jeweils an Deportes Puerto Montt verliehen. Nach der Leihe wechselte er direkt nach Spanien zu Albacete Balompié in die Segunda División.
Nach eineinhalb Jahren kehrte Cortés zurück nach Chile und schloss sich dem CD Huachipato an. Dort wurde er ein wichtiger Bestandteil der Mannschaft. 2010 verpflichtete der Everton de Viña del Mar den Mittelfeldspieler aus Iquique, verlieh ihn aber direkt nach Polen zu Polonia Warschau. In der zweiten Saisonhälfte spielte Cortés für Everton, stieg mit dem Klub aus Viña del Mar aber in die Primera B ab. Cortés blieb allerdings in der Primera División und wechselte zurück zum CD Huachipato. Mit dem Klub aus Talcahuano wurde er Meister Clausura 2012.
Durch seine herausragenden Leistungen in der Meistersaison kam er 2013 zu Universidad de Chile. Dort konnte er aber nicht an die zuvor gezeigten Leistungen anknüpfen, auch wenn er erneut chilenischer Meister in der Apertura 2014/15 wurde. 2015 ging Cortés zum CD Palestino, wo er wieder besser spielte und zum Kapitän der Mannschaft aufstieg. 2016 zog er zu Audax Italiano weiter. Die Zeit bei Audax war von Verletzungen geprägt. 2017 spielte Cortés für die Santiago Wanderers, mit denen er die Copa Chile gewann.
Nach seiner Rückkehr zu Palestino wiederholte er den Pokaltriumph mit seinem neuen Klub. Bei Palestino blieb er vier Jahre, wechselte dann zum Zweitligisten CD Magallanes. Mit dem Traditionsklub gelang ihm der Aufstieg in die höchste Spielklasse. Cortés selbst erzielte in 29 Ligaspielen 12 Tore und trug somit einen großen Teil zum Aufstieg bei. In der ersten Liga kam er allerdings nur noch bedingt zum Einsatz. Im März 2023 beendete Cortés seine rund 20-jährige Karriere. Noch während seiner Zeit bei Magallanes schloss der frühere Nationalspieler seinen Trainerschein beim INAF ab.

### Nationalmannschaft
César Cortés debütierte im August 2012 unter Trainer Reinaldo Rueda für Chile. Bei der 0:3-Niederlage im Freundschaftsspiel gegen Ecuador wurde er in der 67. Spielminute für Eugenio Mena eingewechselt. Danach absolvierte er 2013 drei weitere Freundschaftsspiele im Nationaltrikot, das letzte im April 2013 beim 2:2-Unentschieden gegen Brasilien.

## Erfolge
Universidad Católica
- Chilenischer Meister: 2005-C

Huachipato
- Chilenischer Meister: 2012-C

Universidad de Chile
- Chilenischer Meister: 2014/15-A
- Chilenischer Pokalsieger: 2012/13

Santiago Wanderers
- Chilenischer Pokalsieger: 2017

Palestino
- Chilenischer Pokalsieger: 2018

Magallanes
- Chilenischer Zweitliga-Meister: 2022
- Chilenischer Pokalsieger: 2022
- Chilenischer Supercupsieger: 2023